# Национална галерия на Македония
Националната галерия на Македония (на македонска литературна норма: Национална галерија на Македонија) e художествена галерия в Скопие, Република Македония.
Основана е през 1948 година и от основаването си главната част от колекцията на галерията е разположена в Даут паша хамам. Част от колекцията на галерията се намира и в Чифте хамам.